# Kirchenlaibach
Kirchenlaibach  ist ein Gemeindeteil der Gemeinde Speichersdorf im Landkreis Bayreuth (Oberfranken, Bayern). Die Gemarkung Kirchenlaibach hat eine Fläche von 3,729 km². Sie ist in 858 Flurstücke aufgeteilt, die eine durchschnittliche Fläche von 4346,28 m² haben.

## Lage
Das Pfarrdorf ist mit dem östlich angrenzenden Pfarrdorf Speichersdorf inzwischen baulich zusammengewachsen und liegt nördlich der Bahnstrecken und westlich der Bayreuther Straße und der Creußener Straße.
Der historische Siedlungskern befindet sich  im Umkreis der Kirche St. Ägidius.

## Geschichte
Das Gebiet um Kirchenlaibach gehörte wie Kemnath mehrere Jahrhunderte zu Ostfranken. Die Landesherrn waren über diese Gegend die Markgrafen zu Schweinfurt, bis Kaiser Heinrich der Heilige ihre Macht gebrochen hatte und das ganze Gebiet 1008 als Stiftland dem Bistum Bamberg schenkte. Im Jahre 1174 erwarb es Kaiser Friedrich I. von Hohenstaufen. Der Adelige Berengar von Guntzendorf schenkte A. D. 1223 ein Gut in Lubin (= Kirchenlaibach) an das Prämonstratenserkloster Speinshart, das Adelvolk von Reifenberg 1145 gegründet hatte.
Das Prämonstratenserkloster Speinshart hatte hier immer mehr Untertanen – eine Urkunde von 1538 zählt 29 Untertanen auf –, die alljährlich an das Kloster den großen und kleinen Zehnten zu leisten hatten. Dafür hatte das Kloster ihre irdischen und geistlichen Sorgen übernommen. Um 1450 gründete das Kloster eine eigene Pfarrei in Kirchenlaibach. In den Hussitenkriegen bat Abt Jorg von Speinshart bei den Markgrafen Friedrich und Sigmund zu Brandenburg, Stettin und Pommern und Burggrafen zu Nürnberg für sich und seinen Convent – das Kloster war schon 1428 geplündert – und alle Untertanen mit „dem Dorf Kirchenleiben“, Wallenbrunn, Oberschwarzach, Pirk, Göppmannsbühl, „Windischenleiben“, Ramlesreut u. a. um Schutz vor den Feinden. Der Abt erhielt 1434, 1441 und 1486 einen Schutzbrief und verpflichtete sich für das Markgrafengeschlecht Jahresgedächtnisgottesdienste zu halten und zur Plassenburg „jährlich zehen Sümer Habern Culmbacher Maß“ zu bringen.
Berühmter Abt des Klosters war Michael Höser (1577–1634). Seine Eltern waren vielleicht des Glaubens wegen nach Regensburg ausgewandert. Er war in St. Emmeram in Regensburg Benediktiner geworden und leitete 1614 als Abt Veit Höser in Oberalteich die Missionierung der Oberpfalz. Die Jesuiten und die altbayerischen Benediktinerabteien nahmen sich der katholischen Lehre in der Oberpfalz besonders an. Auch war der katholische Kurfürst Maximilian I. 1628 Landesherr der Oberpfalz geworden. Da Speinshart zu seinem Herrschaftsgebiet gehörte, wurde auch in Kirchenlaibach trotz des Widerspruchs des markgräflichen Landesherrn der Katholizismus wieder eingeführt. Benediktinermönche kamen in das Speinsharter Gebiet. Vitus Höser errichtete in Oberalteich eine neue Abtei und wurde der Erbauer des prächtigen Münsters mit seinen zwei Türmen. Anlässlich der Restaurierung 1906 gab es der Plan, an seinem Geburtshaus oder einem öffentlichen Gebäude in Kirchenlaibach eine Gedenktafel anzubringen.
Die Schule stand um das Jahr 1800 nah an der Südseite der Kirche und war sehr klein. An der Nordseite hatte Leonhard Kraft seine Schmiedewerkstätte und Wohnhaus. Daneben stand an der Kirche die „Kellerruine des Johann Hamann“. Als am 15. Mai 1806 die Winterschule in Kodlitz aufgehoben wurde und die katholischen Kinder von Kodlitz und vom 20. Juni 1807 an auch die katholischen Kinder von Zeulenreuth, Nairitz, Windischenlaibach und Speichersdorf der katholischen Schule Kirchenlaibach zugewiesen wurden, reichten die Gebäude nicht mehr aus. Mit der Pfarrei bauten die Schulverbandsgemeinden im Jahr 1821 gegenüber dem Pfarrhof eine neue Schule. Ähnlich entstand 1903 das heutige Schulhaus. Das erste Schulhaus kaufte 1825 der Nachbar Georg Reiß. Er durfte nach dem Brand von 1859 ebenso wie Kraft und Hamann an und neben der Kirche bauen.
Der dunkelste Tag in der Geschichte der Ortschaft ist der Brand im Jahre 1859. Am 28. August abends 10 Uhr brach in der Scheune des Michael Reiß Feuer aus, das 31 Häuser, 28 Scheunen und 35 Nebengebäude erfasste. Auch die Kirche fiel ihm zum Opfer. Der Pfarrhof brannte auf der Nordseite aus. Der Brandstifter hatte sich in die Flammen gestürzt und „wurde beim Aufräumen als halb verbranntes Gerippe gefunden“. Der Aufbau für die Ortschaft gestaltete sich als schwierig.
1861 wurde das Bahngleis Bayreuth-Weiden gelegt. Der Bahnhof war beim Friedhof Kirchenlaibach geplant, doch konnte der Platz nicht erworben werden. Das ursprüngliche Bahnhofsgebäude glich dem von Seybothenreuth und musste dem größeren heutigen weichen, als Kirchenlaibach durch den Bahnbau Nürnberg-Eger in Jahren 1875 bis 1878 Bahnknotenpunkt wurde. Wegen dieser Verkehrsvorzüge wurde im letzten Krieg auch ein Flugplatz errichtet. Der Erste Weltkrieg forderte 30, der zweite 45 junge Menschenleben. Ihnen setzte die Ortsgemeinde 1924 und 1957 ein Denkmal am Kirchplatz. Mit dem Zuzug der Neubürger, die annähernd die Hälfte der Bevölkerung ausmachten, begann ein neuer hoffnungsvoller Abschnitt. Siedlungshäuser, Wohnblöcke, Wasserleitung, Kanalisation, Straßen mit Asphaltdecke wurden gebaut. Die Landwirte bereinigten ihre Fluren bereinigt. Industrielle Unternehmen veränderten das Gebiet.
Am 1. Juli 1972 wurde die Gemeinde Kirchenlaibach in die Gemeinde Speichersdorf eingemeindet. Die Gemeindefläche betrug etwa 370 Hektar.

## Namensherkunft
Über die vorausgehende Zeit weiß man nur, dass sich in der Gegend die Kelten (?), die Hermunduren (Thüringer), die Franken die Slawen und die Bayern berührten, bekämpften und ihre Spuren hinterließen. So ist auch der Ursprung des Ortsnamens Kirchenlaibach ungeklärt. Forscher leiten Kirchenlaibach (früher Lubin, Leuben, Leuba, Leiba) vom slawischen loviba, looba, loiba (Fang, Jagd), daher Luban oder Loijbany: die Leute im Jagdwald. Diese Ableitung wäre ein Hinweis auf wendische Siedler aus Böhmen, die vielleicht schon um 600 nach Chr. vom wildreichen Waldgebiet der Gegend angelockt waren. Andere Wissenschaftler führen den Ortsnamen zurück auf Bach (althochdeutsch bah) und verbinden damit laiba, loiba (slawisch Wald, Laub); somit Waldbach. Oder sie verbinden loiba (Wald) mit dem altdeutschen aha (lateinisch aqua für Wasser) und kommen auf Waldwasser oder Waldbach. Die Beziehung zum Kirlohbach und zum Leimbach liegt nahe. In der Nähe sind auch andere Orte slawischen Ursprungs: Selbitz: grün (Grünstreifen im Wald); Nairitz früher „Nagritz“, „Nagoritz“ von gora (Berg, Höhe, Hügel); Kulm (Berg); Lübnitz (bei Gefrees) von lipa (Linde), also bei der Linde. „Kirchenleubach“ und „Windischenleubach“ (windisch Ort der Wenden) werden urkundlich erst im 15. Jahrhundert unterschieden.

## Verkehr

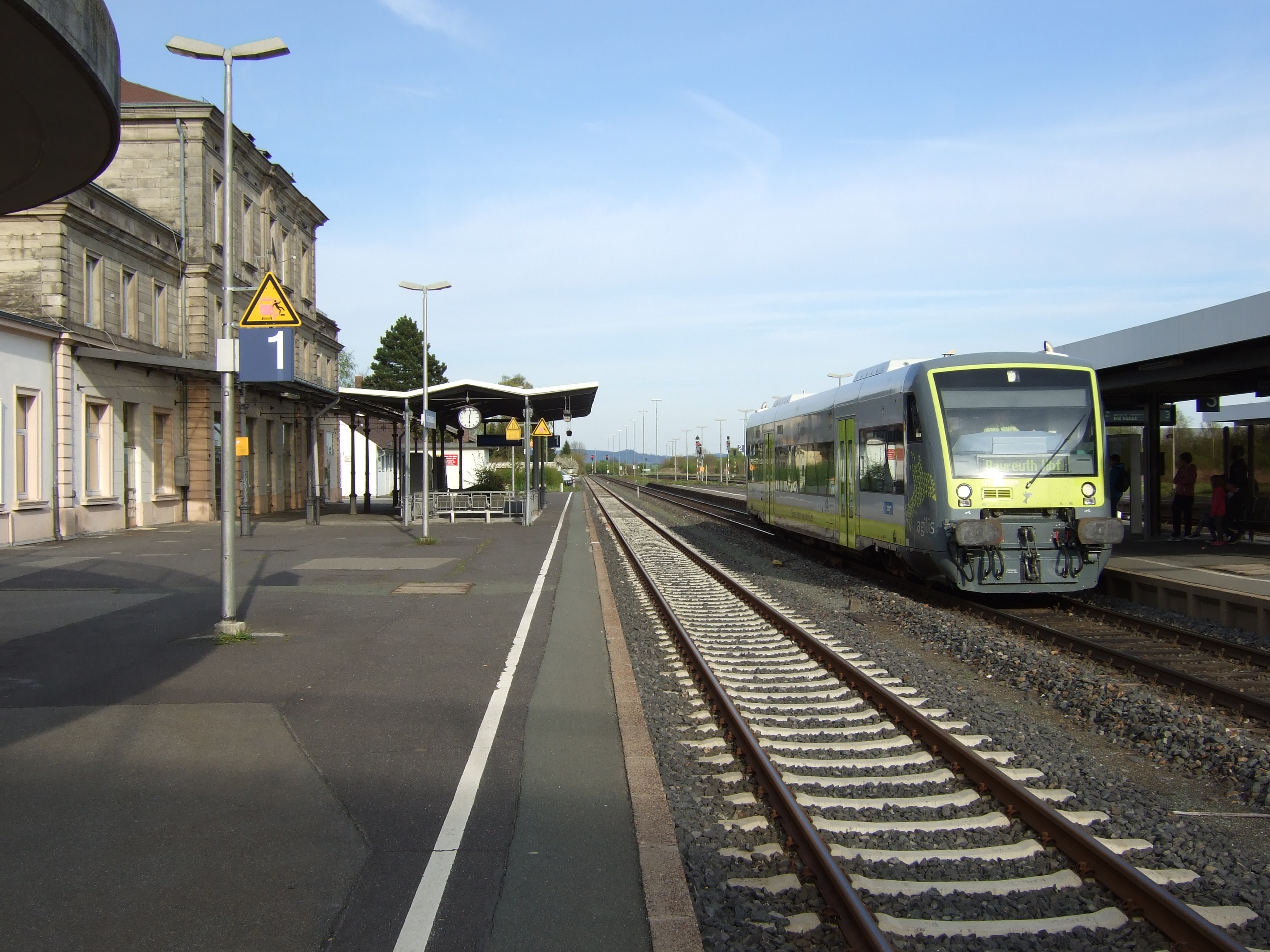
Triebwagen aus Hof der Baureihe RS1 des Unternehmens Agilis im Bahnhof Kirchenlaibach

In Speichersdorf befindet sich der Bahnhof Kirchenlaibach, der Kreuzungsbahnhof der Hauptbahnstrecken Weiden–Bayreuth und Nürnberg–Cheb.
Nördlich verläuft die Bundesstraße 22, in Nord-Süd-Richtung durchläuft die Staatsstraße 2184 den Ort.

## Vereine
Die Freiwillige Feuerwehr Kirchenlaibachs verfügt über Atemschutz und arbeitet im Einsatzfall eng mit der FF Speichersdorf zusammen.

## Baudenkmäler
In der Liste der Baudenkmäler in Speichersdorf sind für Kirchenlaibach sechs Baudenkmale aufgeführt.

## Persönlichkeiten
- Michael Höser (* 12. November 1577 in Kirchenlaibach; † 7. August 1634 in seiner Abtei), Benediktiner und Abt im Kloster Oberalteich, dessen Klosterkirche er baute.
- Kaspar von Ruppert (1827–1895), Reichstags- und Landtagsabgeordneter (Zentrum) aus Kirchenlaibach: Als Abgeordneter vertrat er den Wahlkreis Oberbayern 1 (München I) von 1878 bis 1884 im Reichstag.[10]